# پل حاج مهدی بن
پل حاج مهدی بن مربوط به دوره قاجار است و در شهرستان بن، شهر بن، جنوب محله و بازار قدیم بن و شمال محله جانبازان واقع شده و این اثر در تاریخ ۱۲ شهریور ۱۳۸۶ با شمارهٔ ثبت ۱۹۵۰۹ به‌عنوان یکی از آثار ملی ایران به ثبت رسیده است.